# Морчано ди Романя
Морча̀но ди Рома̀ня (на италиански: Morciano di Romagna, на местен диалект Murzèn, Мурцен) е градче и община в северна Италия, провинция Римини, регион Емилия-Романя. Разположено е на 82 m надморска височина. Населението на общината е 6988 души (към 2010 г.).